# No Doubt (album)
Albums de No Doubt
The Beacon Street Collection
(1995)
No Doubt, sorti le 17 mars 1992, est un album homonyme, le premier du groupe de musique américain No Doubt.
Originellement enregistré sous un label indépendant, le groupe l'enregistre à nouveau dans un studio d'enregistrement à Los Angeles, d'octobre 1991 à janvier 1992, après leur signature avec le label Interscope Records au mois d'août 1991.
Sorti dans une période de pleine folie grunge aux États-Unis, non programmé par la radio KROQ, l'album ne rencontre pas le succès public escompté et se vend à seulement 30 000 exemplaires. En raison de cet échec commercial, le label refuse la production du clip vidéo Trapped In A Box issu de cet opus et ce sont les membres du groupe qui en assurent donc sa sortie de façon indépendante, pour un montant de 5 000 $.

## Liste des titres
| No  | Titre                         | Auteurs                                                      | Durée |
| --- | ----------------------------- | ------------------------------------------------------------ | ----- |
| 1.  | BND                           | Eric Stefani, Tony Kanal                                     | 0:45  |
| 2.  | Let's Get Back                | Eric et Gwen Stefani, Tony Kanal et Tom Dumont               | 4:11  |
| 3.  | Ache                          | Eric Stefani                                                 | 3:48  |
| 4.  | Get On The Ball               | Eric et Gwen Stefani                                         | 3:32  |
| 5.  | Move On                       | Eric et Gwen Stefani, Tony Kanal, Tom Dumont et Adrian Young | 3:55  |
| 6.  | Sad For Me                    | Eric et Gwen Stefani                                         | 1:59  |
| 7.  | Doormat                       | Eric et Gwen Stefani, Tony Kanal                             | 2:26  |
| 8.  | Big City Train                | Eric et Gwen Stefani, Tony Kanal et Tom Dumont               | 3:56  |
| 9.  | Trapped In A Box              | Eric et Gwen Stefani, Tony Kanal et Tom Dumont               | 3:24  |
| 10. | Sometimes                     | Eric et Gwen Stefani, Tony Kanal et Tom Dumont               | 4:29  |
| 11. | Sinking                       | Eric Stefani                                                 | 3:20  |
| 12. | A Little Something Refreshing | Eric Stefani                                                 | 1:18  |
| 13. | Paulina                       | Eric Stefani, Gabriel Gonzalez II, Chris Leal                | 2:30  |
| 14. | Brand New Day                 | Eric Stefani et Tony Kanal                                   | 3:15  |

## Collaboration & instruments utilisés
- Eric Carpenter - Saxophone
- Tom Dumont - Guitare
- Don Hammerstedt - Trompette
- Alex Henderson - Trombone
- Tony Kanal - Guitare basse
- Eric Stefani - Synthétiseur, chant
- Gwen Stefani - Chant
- Adrian Young - Percussion, batterie